# Saint-Cyr-le-Chatoux
Saint-Cyr-le-Chatoux ist eine französische Gemeinde mit 156 Einwohnern (Stand: 1. Januar 2022) im Département Rhône in der Region Auvergne-Rhône-Alpes. Die Gemeinde gehört zum Arrondissement Villefranche-sur-Saône und zum Kanton Gleizé. Die Einwohner werden Saint-Cyriens genannt.

## Geographie
Saint-Cyr-le-Chatoux liegt rund zwölf Kilometer nordwestlich von Villefranche-sur-Saône im Weinbaugebiet Beaujolais. Hier entspringt das Flüsschen Vauxonne, das im Oberlauf noch Ruisseau de Fonzelle genannt wird. Umgeben wird Saint-Cyr-le-Chatoux von den Nachbargemeinden Marchampt im Norden, Quincié-en-Beaujolais im Norden und Nordosten, Saint-Étienne-la-Varenne im Osten und Nordosten, Saint-Étienne-des-Oullières im Osten, Salles-Arbuissonnas-en-Beaujolais im Südosten, Vaux-en-Beaujolais im Süden sowie Claveisolles im Westen.

## Weblinks

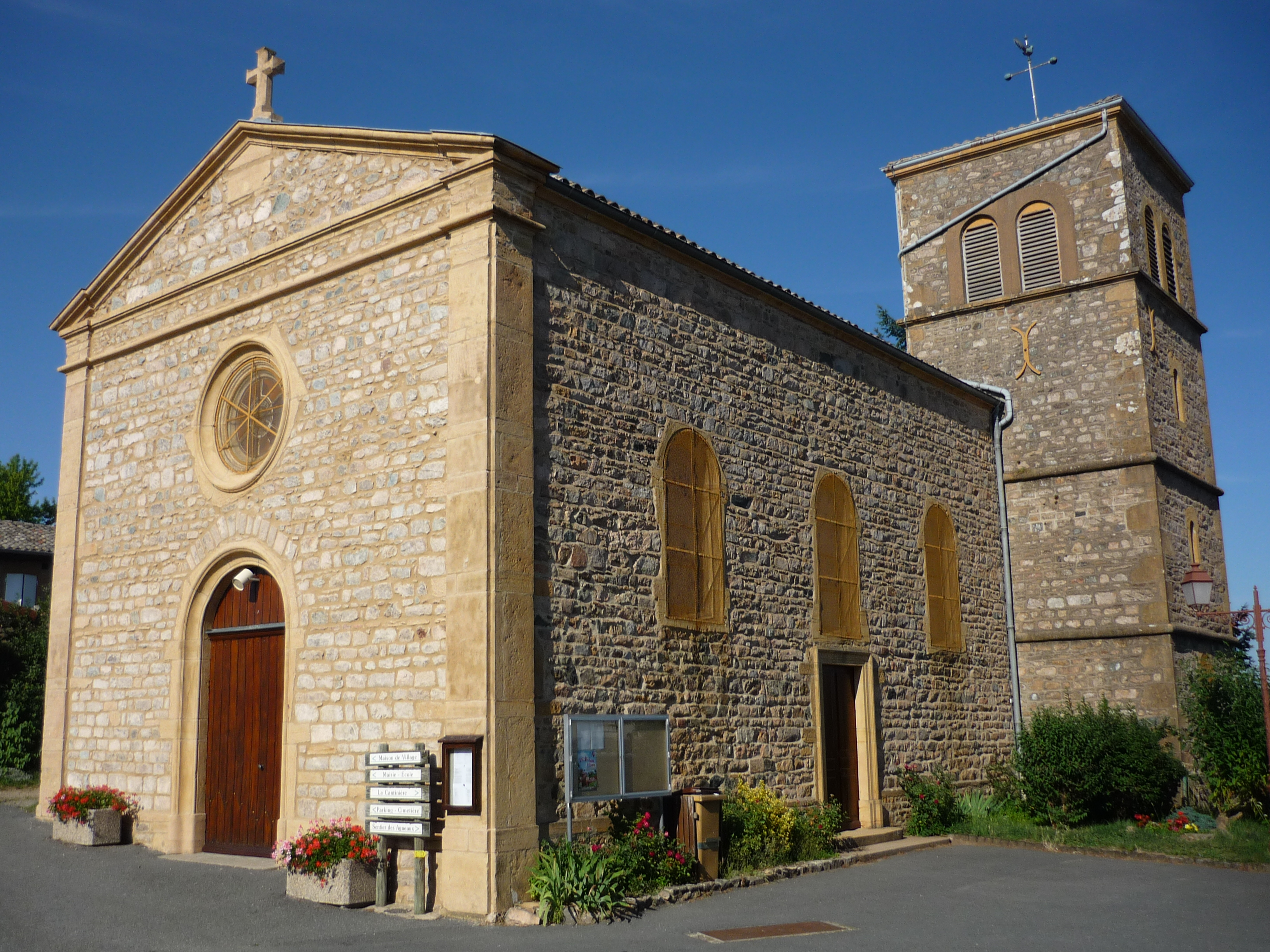
Kirche

## Bevölkerungsentwicklung
| Jahr                       | 1962 | 1968 | 1975 | 1982 | 1990 | 1999 | 2006 | 2013 |
| Einwohner                  | 55   | 50   | 68   | 85   | 88   | 107  | 123  | 136  |
| Quellen: Cassini und INSEE |      |      |      |      |      |      |      |      |

## Sehenswürdigkeiten
- Kirche